# Júlia Strappato Garreta
Júlia Strappato Garreta   (Matadepera, 16 de gener de 2000) és una jugadora catalana d'hoquei herba. Strappato és d'origen italià pel seu pare, un antic campió de rem.

## Trajectòria
Es formà esportivament al Club Deportiu Terrassa i, posteriorment, fitxà el juny de 2020 pel Júnior Futbol Club, amb el qual ha guanyat dos Campionats de Catalunya (2020-21 i 2021-22, una Lliga espanyola (2023-24) i una Copa de la Reina (2020)
Internacional amb la selecció espanyola, en categories inferiors, aconseguí la medalla d'or al Campionat d'Europa sub-21 celebrat a València el 2019, on fou escollida la millor jugadora de la competició. Amb l'absoluta, va debutar el 2020 i va disputar el Campionat d'Europa de 2023 a Mönchengladbach. També va ser una de les esportistes dels Països Catalans als Jocs Olímpics d'Estiu de 2024, on el combinat espanyol va finalitzar en setena posició.